# Das Spiel ist aus (Roman)
Das Spiel ist aus ist der siebte James-Bond-Roman, der nicht von Ian Fleming geschrieben wurde. Nach Flemings Tod 1964 wurden andere Autoren von der Ian Fleming Publications Limited beauftragt, die James-Bond-Romanreihe fortzuführen. Der Roman wurde erstmals 1988 unter dem Titel Nichts geht mehr, Mr. Bond in Deutschland veröffentlicht.

## Handlung
Der Roman beginnt mit einer Mission in der Ostsee namens „Seahawk“, bei der James Bond heimlich zwei Frauen herausholt, die einen Auftrag in Ostdeutschland erfüllt haben.
Nachdem er seine Mission erfüllt hat, wird die Handlung in dem Buch fünf Jahre später fortgesetzt. Bond wird von M hinzugezogen, um mehr über die Hintergründe zu erfahren, was diese Frauen dort taten, bevor sie ermordet wurden. Ihre Mission, die als Sahnetorte bezeichnet wurde, war eine Honigfalle, bei der es darum ging, sich hochrangigem sowjetischem Personal zu nähern, um nicht nur für den britischen Geheimdienst zu spionieren, sondern auch das Überlaufen zweier hochrangiger sowjetischer Offiziere zu sichern, ein Akt, den die Sowjets gelegentlich gegen Länder des Westens durchführten.
Die Operation, an der vier Frauen und ein Mann beteiligt waren, galt als komplettes Debakel, das damit endete, dass die Mitglieder entdeckt wurden. Nachdem sie extrahiert und mit neuen Identitäten versehen worden waren, stellte sich jedoch heraus, dass zwei der Frauen grausam ermordet worden waren – mit herausgeschnittener Zunge. Bond wird daraufhin von M „off the record“ losgeschickt, um die verbleibenden Mitglieder von Cream Cake zu finden, bevor sie das gleiche Schicksal erleiden.
Bond geht zur ersten, Heather Dare, die einen Schönheitssalon in London besitzt. Sie geraten in einen Hinterhalt, doch Bond gelingt es, den Täter zu überwältigen. Er und Dare entkommen, erhalten aber bald die Nachricht, dass ein Drittel der Maulwürfe, Ebbie Heritage, Dares Freund, ebenfalls in Dublin ermordet wurde.
Als Bond und Dare es nach Dublin schaffen, nimmt Bond Kontakt mit einem Polizisten, Murray, auf, um Informationen über den Mord zu erhalten. Es stellt sich heraus, dass Heritage seinen Regenmantel einer anderen Frau geliehen hat und dass es die andere Frau ist, die ermordet wurde.
Außerdem hat Murray erfahren, dass Maxim Smolin, der GRU-Mann, den Dare verführen sollte, jetzt in Irland ist und es geschafft hat, die Wachsamkeit abzuschütteln – und es gibt auch Gerüchte, dass jemand noch weiter oben in der russischen Hierarchie dort ist. Die Anwesenheit von Smolin, der auch für SMERSH, Bonds alten Feind, gearbeitet hat, lässt Bond vermuten, dass die gesamte Cream Cake-Operation von Anfang an aufgedeckt wurde.
Auf dem Weg dorthin sehen Bond und Dare Smolin und versuchen wieder zu entkommen, werden aber von Smolin gefangen genommen. Bond versucht, Smolin auszutricksen, der sich nicht darauf einlässt, und bringt die beiden zum Schloss des GRU, in dem sich auch Heritage befindet. Smolin beginnt eine Foltersitzung, aber als er mit Bond allein gelassen wird, offenbart er, dass er in Wirklichkeit ein Doppelagent ist. Außerdem hilft er Susanne Dietrich, einer Kapitänin der HVA, die ihrerseits von Jungle Baisley, dem einzigen männlichen Agenten der Operation, angelockt wurde.
Er beweist es Bond, wird aber wiederum von den anderen Wachen überfallen. Gemeinsam gelingt es Bond und Smolin, die Wachen zu besiegen, Dare und Heritage mitzunehmen und aus dem Schloss zu entkommen, gerade als Smolins Vorgesetzter, Kolya Chernov, eintrifft.
Sie besuchen ihre jeweiligen Hotels: Bond und Heritage bzw. Smolin und Dare. Mitten in der Nacht versucht Bond, Smolin zu kontaktieren, der jedoch aus dem Hotel ausgecheckt hat. Er versucht, Heritage zu retten, aber sie ist verschwunden. Kurz darauf wird Bond von Chernov gefangen genommen und muss ins Schloss zurückgebracht werden. In letzter Sekunde wird er jedoch von Murray aus Chernovs Auto gerettet.
Murray wurde befohlen, Bond außer Landes zu bringen und ihn in ein Flugzeug zu bringen, das ihn nach Paris bringen soll. Im Flugzeug wartet Heritage, der es geschafft hat, sich zu verstecken, als Chernovs Männer auftauchten.
Nachdem es Bond gelungen ist, das Schloss abzuhören, hat er erfahren, dass der letzte Maulwurf, „Jungle“ Baisley, mit Susanne Dietrich in Hongkong ist. Außerdem erhält Bond in Paris zusätzliche Ausrüstung von der Q-Abteilung des MI6, bevor Bond das Heritage nach Hongkong bringt. Dort angekommen, trifft Bond seinen Kontaktmann Big Thumb Chang, der ihn mit Waffen versorgt, und Swift, der die gesamte Cream Cake-Operation geplant hat. Swift erzählt ihm, dass M Bond befohlen hat, Chernov gefangen zu nehmen.
Bond bringt Heritage auf die Insel Cheung Chau, wo es Chernov und seinen Männern gelingt, sie gefangen zu nehmen. Bond fragt sich immer noch, wer von den Maulwürfen oder die anderen, die Cream Cake kennen, die Verräter sind, aber Chernov lässt ihn es nicht herausfinden. Der Colonel benutzt Bond als Beute für einen nächtlichen Jagdausflug. Bond gelingt es, die Verfolger zu töten und zur Basis zurückzukehren, wo er entdeckt, dass Murray und Heather daran gearbeitet haben, sicherzustellen, dass alle, wer irgendetwas mit der Sahnetorte zu tun hatte, wird an SMERSH übergeben und eliminiert. Bond tötet Heather und Murray und zwingt Chernov, Ebbie, Jungle, Susanne und Smolin zu befreien.

## Ausgaben
Der Roman No Deals Mr. Bond erschien am 21. Mai 1987 in London und wurde nur ein Jahr später vom Heyne Verlag erstmals in Deutschland unter dem Titel: Nichts geht mehr, Mr. Bond publiziert.
Am 27. November 2015 erschien vom Verlag Cross Cult erstmals eine neue und ungekürzte Übersetzung des Romans mit dem neuen Titel Das Spiel ist aus.

## Verfilmung
Der Roman diente bisher noch nicht als Grundlage für ein Drehbuch zu einem James-Bond-Film.